# Promachus hirsutus
Promachus hirsutus là một loài ruồi trong họ Asilidae. Promachus hirsutus được Ricardo miêu tả năm 1925. Loài này phân bố ở vùng nhiệt đới châu Phi.